# Fogliano Redipuglia
Fogliano Redipuglia es una comune italiana situada en la provincia de Gorizia, en la región de Friuli-Venecia Julia. Tiene una población estimada, a fines de junio de 2022, de 2977 habitantes.

## Evolución demográfica
| Gráfica de evolución demográfica de Fogliano Redipuglia entre 1861 y 2022 |
|                                                                           |
| Fuente: ISTAT - Elaboración gráfica de Wikipedia                          |